# Головмох густий
Головмох вилчастий (Bryum creberrimum) — вид мохів порядку головмохальних (Bryales).

## Поширення
Ареал охоплює такі частини світу: Європа, Північна Америка, Азія, Австралія, Нова Зеландія.
Населяє від вологого до сухого ґрунту, ґрунту на камені; від низьких до високих (0–3500 метрів).

## Характеристика

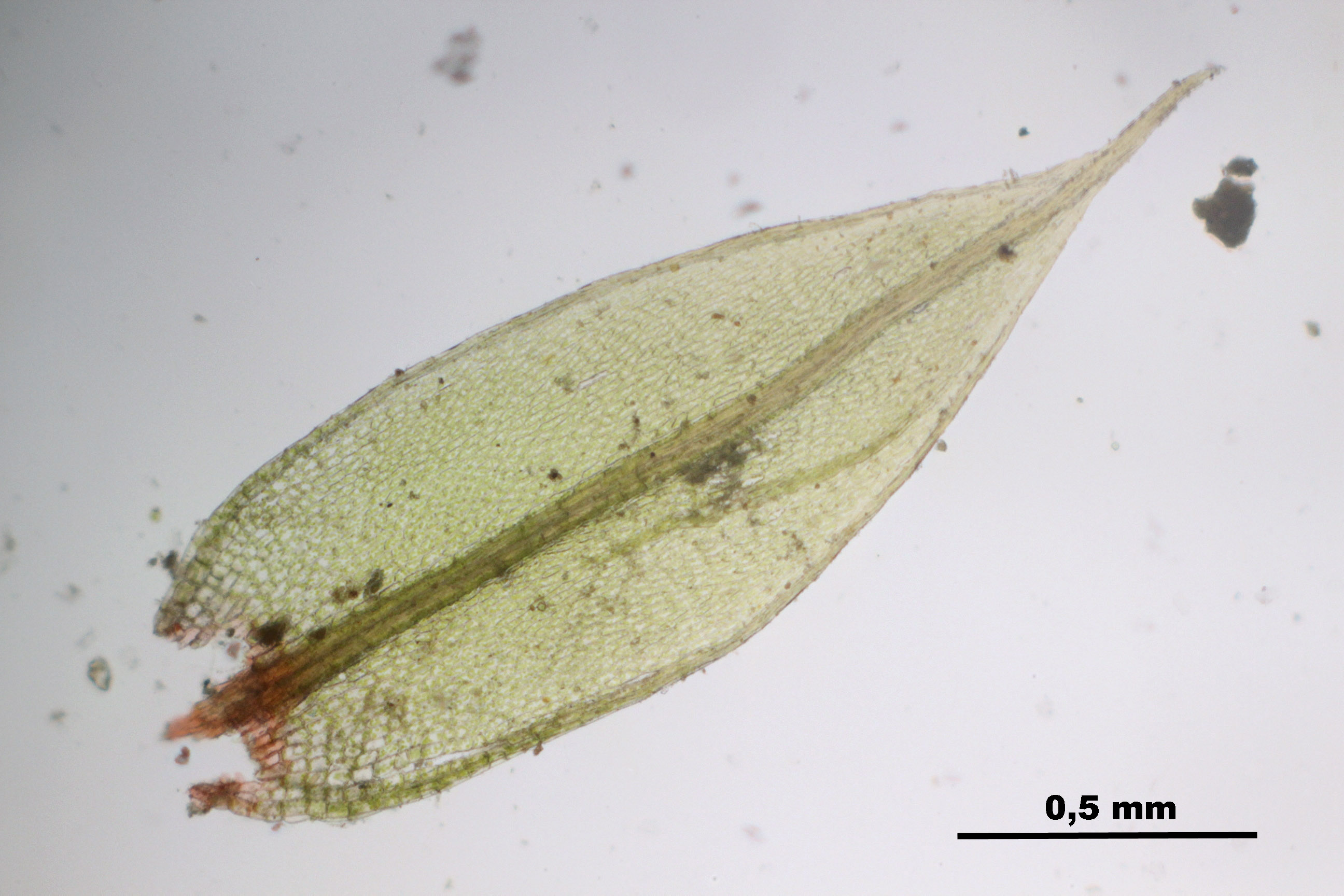

Рослини в густих або відкритих дернинах зелені чи жовто-зелені. Стебла 1–2(3) см. Листки зелені, в сухому стані скручені до викривлених, яйцювато-ланцетні, плоскі чи слабо увігнуті, (1)2–3(3.5) мм, дещо збільшені до верхівки стебла; краї вигнуті до середини листка чи й далі; верхівка загострена. Спеціалізоване нестатеве розмноження відсутнє. Вид синоїчний. Коробочкові ніжки 1–2(3) см. Коробочка коричнева, подовжено-грушоподібна, симетрична, 2–4 мм, рот жовтий. Спори 10–14(16) мкм, дрібно-соскоподібні, блідо-буро-жовті чи зелені.